# Guillermo Lana
Pour les articles homonymes, voir Lana.
Lana  Baquedano est un nom espagnol. Le premier nom de famille, en général paternel, est Lana ; le second, en général maternel, souvent omis, est Baquedano.
Guillermo Lana Baquedano, né le 1er août 1984 à Murieta en Navarre, est un coureur cycliste espagnol. Il est professionnel en 2010 et 2011 au sein de l'équipe Caja Rural.

## Biographie
En 2010, il devient professionnel au sein de l'équipe Caja Rural. En juin 2011, la direction de l'équipe annonce l'avoir libéré de son contrat, car il est impliqué dans une enquête antidopage en Andorre.
Pour la saison 2012, il s'engage en faveur du club français du GSC Blagnac.

## Palmarès
- 2006
  - Premio Ega Pan
  - Tour de la Bidassoa :
    - Classement général
    - 2e étape
- 2007
  - 2e du Circuito de Pascuas
  - 2e de la Leintz Bailarari Itzulia
  - 3e de la Subida a Altzo
- 2008
  - Trophée Guerrita
  - Premio Nuestra Señora de Oro
  - 2e du Circuito de Pascuas
  - 2e du Tour de Salamanque
  - 3e du San Bartolomé Saria
- 2009
  - Mémorial Cirilo Zunzarren
  - Prueba Loinaz
- 2012
  - 2e du Tour de Castellón
  - 3e du Tour de la Dordogne

## Classements mondiaux
| Année           | 2010   |
| --------------- | ------ |
| UCI Europe Tour | 1 169e |